# 网脉紫薇
网脉紫薇（学名：Lagerstroemia suprareticulata），为千屈菜科紫薇属下的一个植物种。